# Igreja Ortodoxa Ucraniana

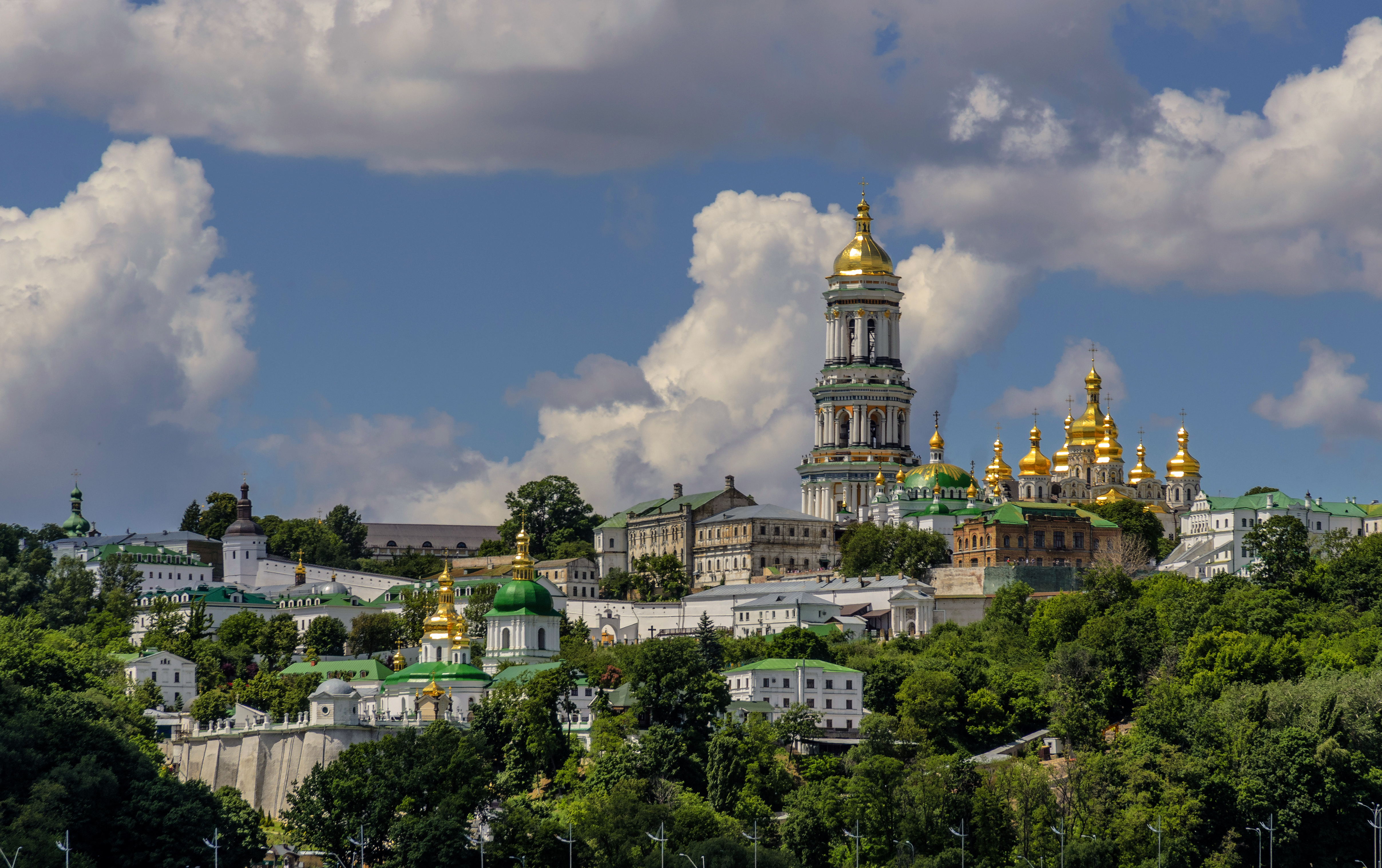
Lavra de Kiev-Pechersk, residência do Metropolita de Kiev

A Igreja Ortodoxa Ucraniana (em ucraniano: Українська Православна Церква; em russo: Украинская Православная Церковь), comumente referida como Igreja Ortodoxa Ucraniana (Patriarcado de Moscou), é uma Igreja ortodoxa canônica, parte constituinte da Igreja Ortodoxa Russa, com amplos direitos de autonomia. Todavia, o Patriarcado de Constantinopla, contesta a legalidade da jurisdição eclesiástica do Patriarcado de Moscou sobre a Ucrânia, que data de 1686.
O Estatuto da Igreja Ortodoxa Ucraniana, alterada em maio de 2022, já não prevê qualquer menção direta à Igreja Ortodoxa Russa, mas também não fala de autocefalia, de maneira que a Igreja ainda é considerada como dependente, do ponto de vista canônico, da Igreja Ortodoxa Russa.
A denominação considera seu território de atuação toda a Ucrânia, incluindo Donbas, a Crimeia e Sebastopol.
Em termos absolutos, já foi reconhecida como maior denominação cristã na Ucrânia, com 11.393 paróquias, 10.963 padres, 219 mosteiros e 53 eparquias, antes do surgimento da atual Igreja Ortodoxa da Ucrânia, que passou a ser a maior Igreja ortodoxa do país depois de 2018.
Sua sede fica no monastério conhecido como Lavra de Pechersk, em Kiev. O Primaz da Igreja Ortodoxa Ucraniana é Sua Beatitude Onúfrio Berezovski, Metropolita de Kiev e Toda a Ucrânia.
A Igreja Ortodoxa Ucraniana considera-se a sucessora legal da antiga Metrópole de Kiev (dentro da Ucrânia) e do antigo Exarcado ucraniano da Igreja Ortodoxa Russa.

## História
A história da Cristandade na Ucrânia está intimamente ligada à história da Igreja Ortodoxa Russa, tradicionalmente começando quando Santo André teria chegado onde hoje é Kiev e profetizado a construção de uma grande cidade cristã, erigido uma cruz onde seria hoje a Igreja de Santo André. A efetiva cristianização da região, no entanto, começaria no século IX, quando o Império Bizantino enviou bispos ao então Grão-Canato de Rus e os santos irmãos Cirilo e Metódio fizeram missões lá. Em 988, o cristianismo foi oficializado por Vladimir I, grão-duque de Kiev, em evento conhecido como Batismo da Rus.
Com a invasão mongol da Rússia, no século XIII, a Sé do Metropolita de Kiev foi transferida para Vladimir, e posteriormente para  Moscou, dando origem ao que é conhecido atualmente como o Patriarcado de Moscou. No século XIV, o Grão-Duque Algirdas da Lituânia tentou o retorno dessa Sé para Kiev, que estava sob seu controle. Em 1620, a União de Brest transferiu esta Sé para  Igreja Católica Romana, gerando a Igreja Greco-Católica Ucraniana, mas a Sé ortodoxa seria reinstituída pelo Patriarcado Ecumênico no mesmo ano.
Em 1685, as então seis eparquias em território ucraniano foram transferidos para a jurisdição da Igreja Ortodoxa Russa, com Gideão (Svyatopolk-Chetvertynski) sendo escolhido como Metropolita de Kiev, Galícia e Pequena Rússia. Esta Sé, no entanto, progressivamente perdeu força, com suas eparquias sendo transferidas para outras jurisdições, culminando na limitação do título do Metropolita Arsênio a Metropolita de Kiev e Galícia em 1767 por édito de Catarina II da Rússia. Com sua morte três anos depois, a Sé foi reduzida a uma simples diocese administrativa. A Igreja da Ucrânia se tornou provisoriamente um Exarcado em 1921, e, após um duro período de duras perseguições sob a União Soviética, finalmente restaurou sua autonomia em 1990.
O intenso clima político durante e após o período comunista, acabou causando dois cismas na Igreja, com o surgimento da Igreja Autocéfala Ucraniana e do Patriarcado de Kiev, nenhum dos dois foi reconhecido por nenhum dos 9 patriarcas. No Século XXI, primazes ortodoxos mundiais, com participação ativa dos Patriarcas de Constantinopla e Moscou, iniciaram esforços para sanar os cismas locais. O ex-presidente da Ucrânia Viktor Yushchenko reafirmou publicamente a importância da Ucrânia unida, pedindo o fim das divisões entre ortodoxos ucranianos. A recente intervenção militar russa no país polarizou a situação, principalmente entre o Patriarcado e a Metrópole sob Moscou. O Patriarca Filareto de Kiev, por exemplo, apoia abertamente a inclusão da Ucrânia na OTAN, enquanto figuras importantes da Igreja Ortodoxa Russa como o Arcipreste Vsevolod Chaplin expressaram posicionamentos positivos quanto à presença russa no país.

### Surgimento da Igreja Ortodoxa da Ucrânia
Em 15 de dezembro de 2018, as duas dissidências da Igreja Ortodoxa Ucraniana, Igreja Autocéfala Ucraniana e Patriarcado de Kiev, juntamente com dois membros da Igreja Ortodoxa Ucraniana, realizaram um Concílio de Unificação, decidindo assim pela sua fusão e criação da atual Igreja Ortodoxa da Ucrânia. Desde então, a nova Igreja foi reconhecida como canônica pelo Patriarcado de Constantinopla, Patriarcado de Alexandria, Igreja da Grécia e Igreja do Chipre, que logo tornou-se a maior denominação ortodoxa do país.

### Invasão da Ucrânia pela Rússia em 2022
De acordo com Ksenia Luchenko, jornalista especializada em assuntos eclesiásticos, após invasão da Ucrânia pela Rússia em 2022, apenas 10% das paróquias da Igreja Ortodoxa Ucraniana – cerca de 1.200 em 12.000 – passaram para a jurisdição da Igreja Ortodoxa da Ucrânia desde o início do conflito. A Igreja Ortodoxa Ucraniana continua sendo a maior Igreja da Ucrânia, um país onde 12% da população vai à igreja semanalmente, em comparação com apenas 6% na Rússia. Em pesquisa realizada pelo serviço sociológico do Centro Razumkov de 17 a 21 de janeiro de 2020, em todas as regiões da Ucrânia, com exceção da Crimeia e dos territórios ocupados das regiões de Donetsk e Luhansk, cerca de 13,8% dos ucranianos entrevistados se autodenominaram como fiéis da Igreja Ortodoxa Ucraniana. No entanto, de acordo com a agência ucraniana de pesquisas Info Sapiens, a Igreja perdeu mais de 70% dos seus membros e paróquias, que se transferiram para a Igreja Ortodoxa da Ucrânia por associarem a Igreja Ortodoxa Ucraniana à invasão russa e que em março de 2022, apenas 4% da população do país se identificava como membro da jurisdição.

## Status atual
Em 27 de maio de 2022, a Igreja Ortodoxa Ucraniana retirou toda menção à Igreja Ortodoxa Russa em seu estatuto. Em um anúncio no Telegram, o arcebispo Nicolau Danilevich, chefe do Departamento de Relações Externas da Igreja Ortodoxa Ucraniana, declarou:
A Igreja Ortodoxa Ucraniana se separou do Patriarcado de Moscou e confirmou seu status independente, e fez as mudanças apropriadas em seus estatutos. Todas as referências à conexão da Igreja Ortodoxa Ucraniana com a Igreja Ortodoxa Russa foram removidas dos estatutos. De fato, em seu conteúdo, os estatutos da Igreja ortodoxa Ucraniana são agora os de uma Igreja autocéfala.
Em 29 de maio de 2022, o Metropolita Onúfrio não mencionou o Patriarca Cirilo durante a liturgia como alguém que tinha autoridade sobre ele, em vez disso, ele comemorou todos os primazes das Igrejas Ortodoxas, semelhantes às liturgias divinas primaciais. Onúfrio também não comemorou o Patriarca Bartolomeu I de Constantinopla, o Patriarca Teodoro II de Alexandria, o Arcebispo Jerônimo II de Atenas e o Arcebispo Crisóstomo II de Chipre, indicando que a comunhão ainda está em erupção entre eles.
Todavia, a mudança no estatuto da Igreja não declarou explicitamente a autocefalia e esta condição não foi reconhecida por qualquer Igreja na comunidade ortodoxa global, razão pela qual teólogos ucranianos declaram que a Igreja ainda está canonicamente dependente da Igreja Ortodoxa Russa.

## Relação com as Autoridades Ucranianas
Durante o Concílio de Kharkiv, em maio de 1992, o governo do Presidente Kravchuk apoiou as ações cismáticas do Metropolita Filareto Denisenko e, segundo o Metropolita Nikodim, o pressionou diretamente.
A Igreja Ortodoxa Ucraniana esteve em conflito com as Igrejas Ortodoxas não canônicas que operavam na Ucrânia até dezembro de 2018: a Igreja Ortodoxa Ucraniana do Patriarcado de Kiev e a Igreja Ortodoxa Autocéfala Ucraniana.
Após a vitória de Viktor Yushchenko nas eleições presidenciais de 2004, o Patriarca Aleixo II de Moscou e Toda a Rússia expressou preocupação com a situação dos fieis na Ucrânia.
A Igreja Ortodoxa Ucraniana teve uma atitude negativa em relação às orações conjuntas de representantes de diferentes religiões, que se tornaram populares sob Viktor Yushchenko.
O Concílio Episcopal da Igreja Ortodoxa Ucraniana, realizado no final de janeiro de 2007, expressou perplexidade com a proposta do presidente ucraniano Yushchenko "de sentar à mesa de negociações com falsos pastores".
Em 28 de janeiro de 2015, o Conselho Municipal de Kiev excluiu a Igreja Ortodoxa Ucraniana da lista de denominações religiosas que recebem isenções de impostos prediais, devido ao fato de que “padres da Igreja Ortodoxa Ucraniana na zona ATO estão realizando propaganda anti-ucraniana e recusando-se a enterrar os soldados caídos das forças armadas ucranianas". No dia seguinte, o prefeito Vitali Klitschko vetou esta decisão, declarando a inadmissibilidade da discriminação baseada em crenças religiosas ou outras.
Em 15 de dezembro de 2018, no Concílio de Unificação em Kiev, que decidiu estabelecer a Igreja Ortodoxa da Ucrânia, a Igreja Ortodoxa Ucraniana contou com a presença do Metropolita de Pereyaslav-Khmelnitski e Vishnevski e Vigário da Diocese de Kiev da Igreja Ortodoxa Ucraniana, Alexandre Drabinko, e o Metropolita de Vinnitsa e Barski, Simeão Shostatski. A esse respeito, o Presidente do Departamento de Relações Externas da Igreja do Patriarcado de Moscou, Metropolita Hilarião Alfeev, comparou seu ato com a traição de Judas Iscariotes, e o Presidente do Departamento Sinodal de Informação e Educação da Igreja Ortodoxa Ucraniana, Arcebispo Clemente Veria, assinalou que ambos os metropolitas não têm mais nada a ver com a Igreja Ortodoxa Ucraniana, uma vez que os hierarcas que participaram desse concílio “criaram uma nova Igreja e se mudaram para lá”. O Sínodo depôs o Metropolita Simeão de Vinnitsa e o Bispo Alexandre da Metrópole de Kiev, e o Arcebispo Varsonofi Stoliar de Borodiansk tornou-se o novo chefe da Diocese de Vinnitsa e Bar o Arquimandrita Dionísio Pilipchuk tornou-se o novo Bispo de Pereiaslav-Khmelnitski e Vigário da Metrópole de Kiev.
De acordo com a Lei de 20 de dezembro de 2018, representantes da Igreja Ortodoxa Ucraniana, como organização religiosa com centro de liderança na Federação Russa, não podem ser admitidos nas formações das Forças Armadas da Ucrânia e outras formações militares. Além disso, de acordo com esta lei, a organização religiosa da Igreja Ortodoxa Ucraniana é obrigada a mudar seu nome, indicando sua filiação à Igreja Ortodoxa Russa. Em 22 de abril de 2019, o Tribunal Administrativo Distrital de Kiev, no processo da Metropóle de Kiev da Igreja Ortodoxa Ucraniana, suspendeu o processo de renomeação provisoriamente. Em 16 de dezembro, a Suprema Corte da Ucrânia permitiu que a Igreja Ortodoxa Ucraniana mantivesse seu nome. O recurso do Ministério da Cultura da Ucrânia, que exigia que a Igreja Ortodoxa Ucraniana indicasse em seu nome sua filiação à Igreja Ortodoxa Russa, foi indeferido.
No final das eleições presidenciais de 2019, o Patriarca Cirilo de Moscou e Toda a Rússia enviou um discurso de felicitações ao novo presidente, Volodimir Zelenski, no qual afirmou o seguinte: “Expresso minha sincera esperança pelo fim do período de luto de opressão e discriminação contra os cidadãos da Ucrânia pertencentes à Igreja Ortodoxa Ucraniana. O povo da Ucrânia, que apoiou sua candidatura, deposita grandes esperanças em você para mudar a vida para melhor. Você recebeu uma chance histórica de unir a nação e dar uma contribuição pessoal para resolver os problemas econômicos e sociais do país, para superar os conflitos e divisões existentes”. De acordo com o Primaz da Igreja Ortodoxa Russa, “é possível garantir o funcionamento eficaz do sistema estatal para melhorar o padrão de vida das pessoas apenas por meio dos esforços conjuntos de todas as forças bem-intencionadas da sociedade com sua plena participação no diálogo nacional”.
Como o Metropolita Hilarião Alfeev, Presidente do DREI do Patriarcado de Moscou, observou em maio de 2019: “Esta não é uma 'Igreja russa' <...> seus membros são cidadãos da Ucrânia, nascidos e criados em seu país, tendo um passaporte ucraniano e amando sua terra natal. Seu centro administrativo não fica em Moscou, mas em Kiev. Ao contrário das afirmações de Poroshenko, as orações na Igreja Ucraniana são oferecidas não pelas autoridades russas e não pelo Exército Russo, mas pelas autoridades ucranianas e pelo Exército Ucraniano. A autogovernada Igreja Ortodoxa Ucraniana tem todos os direitos que lhe permitem ser a Igreja nacional de seu país. Está ligado ao Patriarcado de Moscou por uma unidade espiritual e histórica que remonta aos tempos da Rússia de Kiev, mas não tem nenhuma dependência administrativa, financeira ou qualquer outra dependência de Moscou".
Em 19 de janeiro de 2023, um processo criminal foi iniciado em Kiev contra o abade do Mosteiro de Kiev-Pechersk Lavra, Metropolita Pavel da Igreja Ortodoxa Ucraniana, em conexão com seu discurso de Natal. Nele, o metropolita anunciou que as autoridades ucranianas organizaram a perseguição à Igreja Ortodoxa e chamando o Primaz da Igreja Ortodoxa Ucraniana do Patriarcado de Kiev, Filareto, de "um demônio absoluto". O Deputado da Rada, Yaroslav Yurchishin, apelou ao Ministério Público com um pedido de verificação das declarações do Metropolita Pavel. Ele é acusado de “violar a igualdade dos cidadãos em função de suas crenças religiosas”. No mesmo dia, o Governo da Ucrânia apresentou um projeto de emenda à lei “Sobre a Liberdade de Consciência e as Organizações Religiosas”, segundo a qual “é impossível que organizações religiosas operem na Ucrânia, cujo principal centro está localizado fora da Ucrânia em um Estado realizando agressão armada contra a Ucrânia”.

## Divisões administrativas
Em outubro de 2014, a Igreja Ortodoxa Ucraniana foi subdividida em 53 eparquias lideradas por bispos. Também havia 25 vigários (bispos sufragâneos), atualmente chegam a 47.
Em 2008, a Igreja possuía 42 eparquias, com 58 bispos (eparquial: 42; vigário: 12; aposentado: 4; sendo eles classificados como: metropolitanos: 10; arcebispos: 21; ou bispos: 26). Havia também 8.516 padres e 443 diáconos.
Não obstante a anexação russa da Crimeia em 2014, a Igreja Ortodoxa Ucraniana mantinha o controle de suas eparquias na Crimeia. Em janeiro de 2019, o chefe do Departamento de Informação e Educação da Igreja Ortodoxa Ucraniana, Arcebispo Clemente, declarou que "do ponto de vista do cânon da igreja e do sistema da igreja, a Crimeia é território ucraniano".

## Primaz
Sua Beatitude Onúfrio Berezovski (nome secular: Orest Volodimirovich Berezovski; ucraniano: Орест Володимирович Березовський; russo: Орест Владимирович Березовский; nascido em 5 de novembro de 1944, em Korytne, Oblast de Chernivtsi, Ucrânia) é o Primaz da Igreja Ortodoxa Ucraniana, com o título de Metropolita de Kiev e Toda a Ucrânia.

## No Brasil
No Brasil, não há presença da Igreja Ortodoxa Ucraniana. A comunidade ortodoxa ucraniana em diáspora é representada pela Eparquia Ortodoxa Ucraniana da América do Sul, sob jurisdição do Patriarcado Ecumênico de Constantinopla, com quem a Igreja Ortodoxa Russa rompeu relações desde 2018. Seu arcebispo é Jeremias Ferens, que reside em Curitiba, Paraná. Além do Brasil, Jeremias é responsável pelos ortodoxos ucranianos da Argentina, do Paraguai e da Venezuela. Há paróquias ortodoxas ucranianas no país nos estados do Paraná, Santa Catarina, São Paulo e Rio Grande do Sul.